# Аросваллен
«Аросваллен» (швед. Arosvallen) — багатофункціональний стадіон у місті Вестерос, Швеція. До 2008 року на стадіоні проводив свої домашні матчі місцевий футбольний клуб «Вестерос».

## Історія
Стадіон збудовано 1932 року, згодом його неодноразово реконструювали, змінюючи місткість. Рекорд відвідуваності стадіону зафіксований 6 травня 1956 року, коли «Вестерос» приймав «Сандвікен» (1-3), і становив 14 208 глядачів.
На стадіоні проходили два матчі групового етапу чемпіонату світу з футболу 1958 року і 6 матчів чемпіонату світу з футболу серед жінок 1995 року. В турнірі 1958 року на «Аросваллен» 8 червня збірна Югославія розійшлася миром (1-1) зі збірною Шотландії, а 11 червня все та ж Югославія обіграла тут французів (3-2).
2008 року «Вестерос» переїхав на новозбудований стадіон «Солід Банк Арена», а на «Аросваллен» стала виступати місцева команда з американського футболу.

## Матчі

### Чемпіонат світу з футболу 1958 року
- 8.6.1958, Група 2:  Югославія –  Шотландія 1:1 (1:0)
- 11.6.1958, Група 2:  Югославія –  Франція 3:2 (1:1)

### Чемпіонату світу з футболу серед жінок 1995 року
- 6.6.1995, Група C:  Данія –  Австралія 5:0 (3:0)
- 8.6.1995, Група C:  КНР –  Австралія 4:2 (1:1)
- 9.6.1995, Група A:  Швеція –  Японія 2:0 (0:0)
- 10.6.1995, Група C:  КНР –  Данія 3:1 (1:1)
- 13.6.1995, Чвертьфінал:  Німеччина –  Англія 3:0 (1:0)
- 15.6.1995, Півфінал:  США –  Норвегія 0:1 (0:1)